# Фільмографія Арнольда Шварценеггера

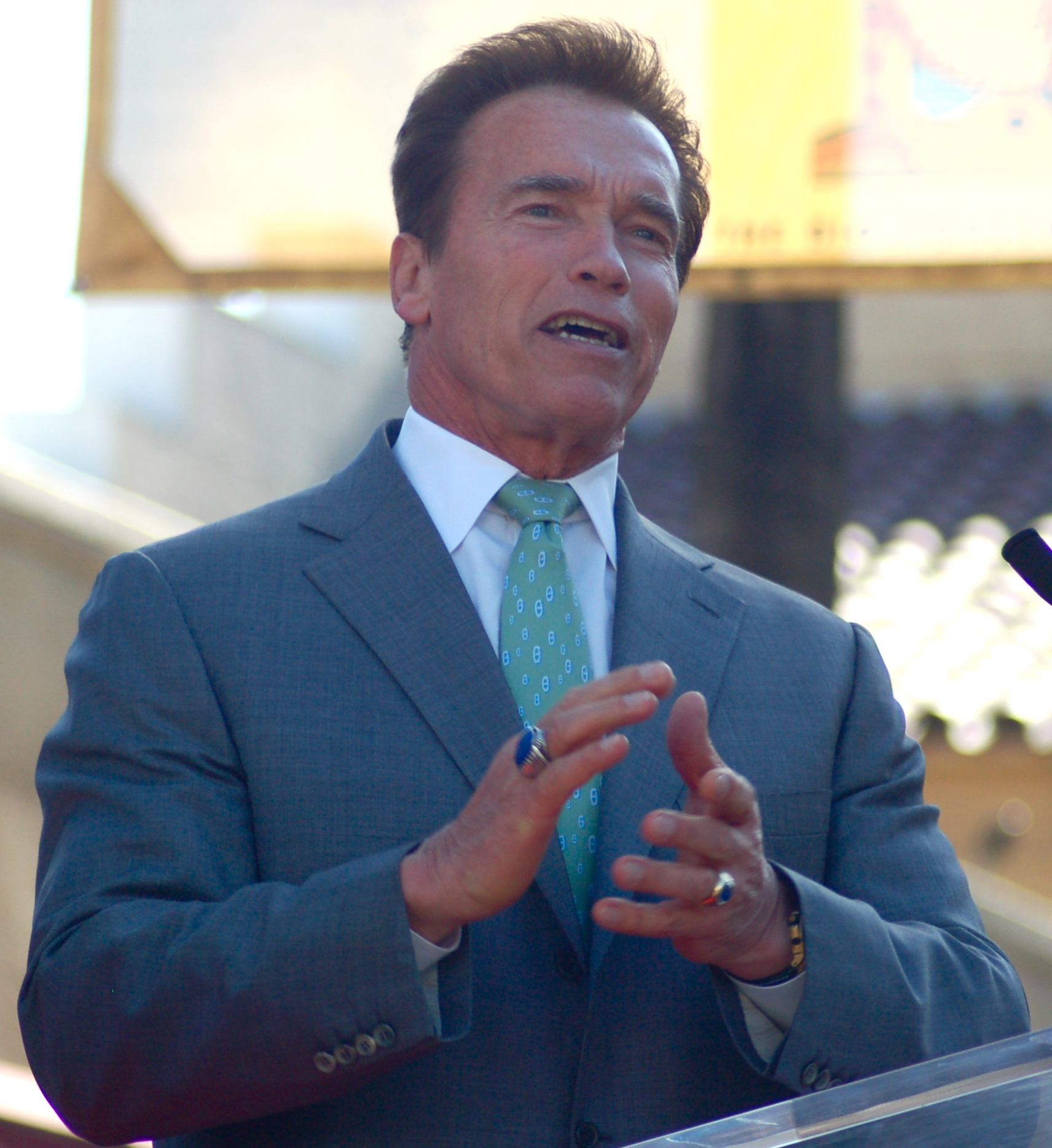

Фільмографія Арнольда Шварценеггера.

## Акторські роботи

### Кінофільми
| Рік  |   | Українська назва              | Оригінальна назва                  | Роль                               |
| ---- | - | ----------------------------- | ---------------------------------- | ---------------------------------- |
| 1970 | ф | Геркулес у Нью-Йорку          | Hercules in New York               | Геркулес                           |
| 1973 | ф | Довге прощання                | The Long Goodbye                   | підручний Огастіна                 |
| 1976 | ф | Залишайся голодним            | Stay Hungry                        | Джо Санто                          |
| 1979 | ф | Кактус Джек                   | The Villain                        | гарний незнайомець                 |
| 1979 | ф | Сміттєве полювання            | Scavenger Hunt                     | Ларс                               |
| 1982 | ф | Конан-варвар                  | Conan the Barbarian                | Конан                              |
| 1984 | ф | Конан-руйнівник               | Conan the Destroyer                | Конан                              |
| 1984 | ф | Термінатор                    | The Terminator                     | Термінатор / T-800                 |
| 1985 | ф | Руда Соня                     | Red Sonja                          | Калідор                            |
| 1985 | ф | Командо                       | Commando                           | Джон Матрікс                       |
| 1986 | ф | Нечесна угода                 | Raw Deal                           | Марк Камінський / Джозеф П. Бренер |
| 1987 | ф | Хижак                         | Predator                           | Алан «Голандець» Шефер             |
| 1987 | ф | Людина, що біжить             | The Running Man                    | Бен Річардс                        |
| 1988 | ф | Червона спека                 | Red Heat                           | Іван Данко                         |
| 1988 | ф | Близнюки                      | Twins                              | Джуліус Бенедикт                   |
| 1990 | ф | Пригадати все                 | Total Recall                       | Дуглас Квейд / Гаузер              |
| 1990 | ф | Дитсадковий поліцейський      | Kindergarten Cop                   | детектив Джон Кімбл                |
| 1991 | ф | Термінатор 2: Судний день     | Terminator 2: Judgment Day         | Термінатор / T-800                 |
| 1993 | ф | Дейв                          | Dave                               | у ролі самого себе                 |
| 1993 | ф | Останній кіногерой            | Last Action Hero                   | Джек Слейтер / у ролі самого себе  |
| 1994 | ф | Правдива брехня               | True Lies                          | Гаррі Таскер                       |
| 1994 | ф | Джуніор                       | Junior                             | доктор Алекс Гейсі                 |
| 1996 | ф | Стирач                        | Eraser                             | маршал Джон Крюгер                 |
| 1996 | ф | Подарунок на Різдво           | Jingle All the Way                 | Говард Ленгстон                    |
| 1997 | ф | Бетмен і Робін                | Batman & Robin                     | Містер Фріз                        |
| 1999 | ф | Кінець світу                  | End of Days                        | Джеріко Кейн                       |
| 2000 | ф | Шостий день                   | The 6th Day                        | Адам Гібсон                        |
| 2002 | ф | Відшкодування збитків         | Collateral Damage                  | Горді Брюер                        |
| 2003 | ф | Термінатор 3: Повстання машин | Terminator 3: Rise of the Machines | Термінатор / T-850                 |
| 2003 | ф | Скарб Амазонки                | The Rundown                        | клієнт бару                        |
| 2004 | ф | Навколо світу за 80 днів      | Around the World in 80 Days        | принц Гапі                         |
| 2005 | ф | Малюк і я                     | The Kid & I                        | у ролі самого себе                 |
| 2010 | ф | Нестримні                     | The Expendables                    | Трент Маузер                       |
| 2012 | ф | Нестримні 2                   | The Expendables 2                  | Трент Маузер                       |
| 2013 | ф | Повернення героя              | The Last Stand                     | Рей Оуенс                          |
| 2013 | ф | План втечі                    | Escape Plan                        | Свон Роттмаєр                      |
| 2014 | ф | Саботаж                       | Sabotage                           | Джон Вертон                        |
| 2014 | ф | Нестримні 3                   | The Expendables 3                  | Трент Маузер                       |
| 2015 | ф | Меггі                         | Maggie                             | Вейд Фогель                        |
| 2015 | ф | Термінатор: Генезис           | Terminator Genisys                 | Термінатор Папс                    |
| 2017 | ф | Наслідки                      | Aftermath                          | Роман Мельник                      |
| 2017 | ф | Вбити Гюнтера                 | Killing Gunther                    | Гюнтер                             |
| 2019 | ф | Термінатор: Фатум             | Terminator: Dark Fate              | Термінатор / T-800                 |
| 2019 | ф | Таємниця печатки дракона      | Тайна печати дракона               | Джеймс Хук                         |
| 2024 | ф | Кунг Ф'юрі 2                  | Kung Fury 2                        | Президент                          |

### Телебачення
| Рік       |    | Українська назва              | Оригінальна назва             | Роль                                  |
| --------- | -- | ----------------------------- | ----------------------------- | ------------------------------------- |
| 1974      | тф | Щаслива річниця і розлука     | Happy Anniversary and Goodbye | Ріко                                  |
| 1977      | с  | Вулиці Сан Франциско          | The Streets of San Francisco  | Джозеф Шмідт                          |
| 1977      | с  | Нероби із Сан-Педро           | The San Pedro Beach Bums      | здоровань                             |
| 1980      | тф | Історія Джейн Менсфілд        | The Jayne Mansfield Story     | Міккі Гартіган                        |
| 1990      | с  | Байки зі склепу               | Tales from the Crypt          | X-Con                                 |
| 1992      | тф | Лінкольн                      | Lincoln                       | Джон Ніколай                          |
| 1992      | тф | Різдво в Коннектикуті         | Christmas in Connecticut      | людина в кріслі перед вантажівкою     |
| 2002—2003 | мс | Діти свободи                  | Liberty's Kids: Est. 1776     | Барон фон Штойбен                     |
| 2015      | с  | Два з половиною чоловіки      | Two and a Half Men            | лейтенант Вагнер                      |
| 2021      | мс | Супергеройський дитячий садок | Superhero Kindergarten        | Арнольд Армстронг / Капітан Фантастік |
| 2023      | с  | ФУБАР                         | FUBAR                         | Люк Браннер                           |
| 2024      | с  | Секретний рівень              | Secret Level                  | Король Ельстром                       |

### Документальні фільми
| Рік  |     | Українська назва | Оригінальна назва | Роль               |
| ---- | --- | ---------------- | ----------------- | ------------------ |
| 1977 | док | Помпуючи залізо  | Pumping iron      | у ролі самого себе |
| 1980 | док | Повернення       | The Comeback      | у ролі самого себе |
| 2018 | док | Змінюючи гру     | The Game Changers | у ролі самого себе |
| 2023 | док | Арнольд          | Arnold            | у ролі самого себе |

## Озвучення відеоігор
| Рік  |    | Українська назва                   | Оригінальна назва                  | Роль                   |
| ---- | -- | ---------------------------------- | ---------------------------------- | ---------------------- |
| 1991 | вг | Terminator 2: Judgment Day         | Terminator 2: Judgment Day         | Термінатор             |
| 2003 | вг | Terminator 3: Rise of the Machines | Terminator 3: Rise of the Machines | Термінатор             |
| 2003 | вг | Terminator 3: War of the Machines  | Terminator 3: War of the Machines  | Термінатор             |
| 2014 | вг | Family Guy: The Quest for Stuff    | Family Guy: The Quest for Stuff    | Арнольд Шварценеггер   |
| 2020 | вг | Predator: Hunting Grounds          | Predator: Hunting Grounds          | Алан «Голандець» Шефер |

## Режисер, продюсер
| Рік       |     | Українська назва        | Оригінальна назва           | Роль                |
| --------- | --- | ----------------------- | --------------------------- | ------------------- |
| 1990      | с   | Байки зі склепу         | Tales from the Crypt        | режисер             |
| 1992      | тф  | Різдво в Коннектикуті   | Christmas in Connecticut    | режисер             |
| 1993      | ф   | Останній кіногерой      | Last Action Hero            | виконавчий продюсер |
| 2000      | ф   | Шостий день             | The 6th Day                 | продюсер            |
| 2014—2016 | с   | Роки небезпечного життя | Years of Living Dangerously | виконавчий продюсер |
| 2015      | ф   | Меггі                   | Maggie                      | продюсер            |
| 2017      | ф   | Наслідки                | Aftermath                   | продюсер            |
| 2017      | ф   | Вбити Гюнтера           | Killing Gunther             | виконавчий продюсер |
| 2018      | док | Змінюючи гру            | The Game Changers           | виконавчий продюсер |
| 2023      | с   | ФУБАР                   | FUBAR                       | виконавчий продюсер |